# نورتون (نيو برونزويك)
نورتون (بالإنجليزية: Norton, New Brunswick)‏ هي قرية تقع في كندا في نيو برونزويك. يقدر عدد سكانها بـ 1,301 نسمة .